# Sint-Annakapel (Arcen)

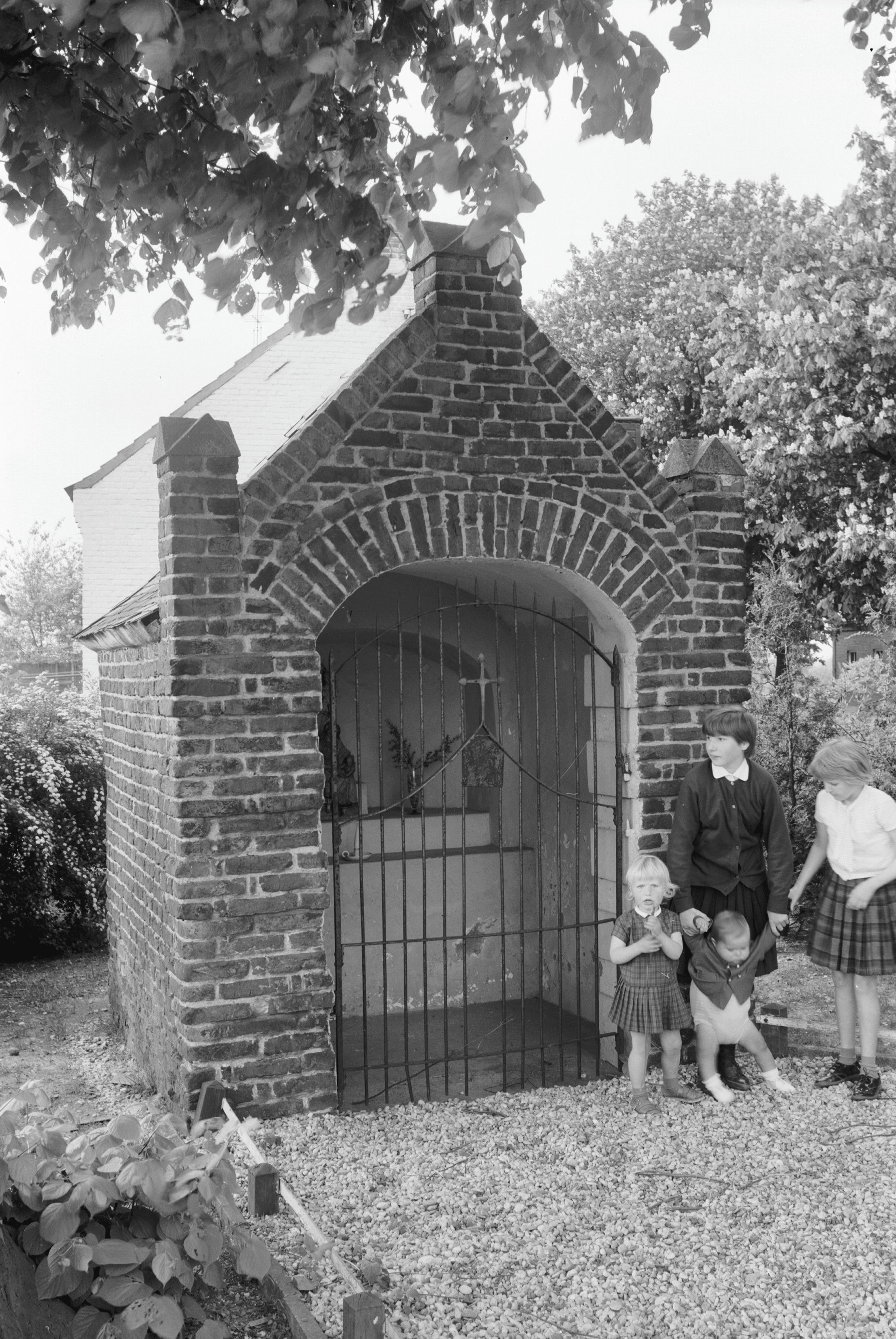
Sint-Annakapel

De Sint-Annakapel is een kapel in Arcen in de Nederlands Noord-Limburgse gemeente Venlo. De kapel staat aan de Maasstraat bij een kruising met de Laakweg en de Broekhuizerweg. Op ongeveer 460 meter naar het zuidoosten staat de Petrus en Pauluskerk. De kapel staat in een grasveld met ernaast twee lindebomen.
De kapel is gewijd aan Sint-Anna.

## Geschiedenis
In 1791 werd de kapel gebouwd.
In het begin van de 19e eeuw werd de kapel op een oude kadasterkaart aangeduid met Aelheiligenhaus.
Op 19 februari 1969 werd de kapel ingeschreven in het rijksmonumentenregister.

## Bouwwerk
De open bakstenen kapel is gebouwd op een rechthoekig plattegrond met een driezijdig gesloten koor. De kapel wordt gedekt door een dak met leien en heeft geen vensters. De frontgevel heeft twee lisenen en wordt op de hoeken en top bekroond door een kleine bakstenen kolom gedekt door een deksteen. In de frontgevel bevindt zich de korfboogvormige entree die afgesloten wordt met een smeedijzeren hek.
Van binnen is de kapel gestuukt en wit geschilderd. Tegen de achterwand staat een replica van het oude houten beeldje en toont de heiligen Anna en Maria.